# 수행공학
수행공학(영어: Human Performance Technology, HPT)은 인간과 조직의 수행증진을 증진시키기 위하여 문제를 해결하는 체계적이고 체제적인 과정이다. 또한 교육훈련에 한정하지 않고 모든 인적자원(HR)의 해결책을 활용하여, 경영전략과 목적을 수행할 직원들의 능력에 연결시키는 실제적인 분야이다.

## 의미
수행공학은 일반체제이론, 커뮤니케이션 이론, 그리고 응용심리학에 그 뿌리를 두고, 교수체제개발(ISD) 또는 교육공학(교수공학), 정보공학, 조직이론을 통합하여 그 몸통을 구성하며, 수업체제, 수행지원체제, 유인체제, 직무설계, 그리고 조직 설계 및 개발을 주요가지로 하여 HPT의 꽃을 피워내고 있다. (이화여대 교육공학과, 2004)
- 인간(human) : 조직 및 작업환경에서의 인간의 퍼포먼스에 초점을 둔다는 의미이다.
- 수행(performance) : 어떤 가치를 향한 수행과 수행의 결과, 즉 성과를 포괄하는 의미이다.
- 공학(technology) : 실제 문제해결을 위하여 과학적인 연구와 실제 경험에서 나온 절차를 적용하는 일을 말한다.

수행공학은 여러 학문과 관련이 있으며 다양하게 정의되고 있다. 수행공학에 대한 대표적인 정의로는 "사람들의 수행에 관련된 문제를 해결하기 위한 과정과 방법이며, 이는 개인, 소규모 및 대규모 조직 모두에 적용될 수 있는 것(Rosenberg, 1990)"이라는 것과 "효과적인 비용으로 인간행동과 수행에 영향을 주는 프로그램을 선발, 분석, 설계, 개발, 이행, 평가하는 과정(Harless, 1975)" 이 있다. 과정과 절차에 초점을 두었는가 아니면 결과에 초점을 두었는가에 차이가 있기는 하지만 모두 체제적인 접근방법을 강조했다는데 공통점이 있다(정재삼, 2000).
Harless(1992)는 수행공학을 “가치 있는 수행을 위해 적절하고 효율적인 해결책을 분석, 설계, 개발 및 실험하여 실행, 평가하는 프로세스”로, Rothwell(1996)은 “수행상의 중요 격차를 발견하거나 분석하고, 유용한 해결책을 기획하며, 수행 격차를 좁힐 수 있는 비용 효과적이고, 윤리적으로도 정당한 해결책을 개발·실행하여 결과를 평가하는 체계적인 프로세스”로 정의하면서 ‘HPT란 교육과 훈련을 포함한 다양한 해결책을 기업의 목적 및 전략을 달성하기 위해 종업원의 능력과 경영전략 및 목적을 연계하는 체계적인 과정’으로 설명하고 있다. 또한 송해덕(2007)은 “조직체제 내의 개인의 수행문제의 원인을 분석하여 궁극적으로 조직효과성을 제고하기 위한 해결책을 제안함으로써 인간수행문제의 해결에 과학적 방법 및 절차를 적용하는 학문”으로 정의하였다.
또한, 수행공학은 현재와 바람직한 수행 상태의 격차를 분석하여 비용 효과적이며 효율적인 해결책을 설계함으로써, 수행을 개선하는 공학적 접근방법이며, 교육 및 훈련을 포함한 다양한 해결책으로 기업의 목적 및 전략을 달성하기 위해 종업원의 능력과 경영전략 및 목적을 연계하는 체계적인 과정이다.

## 같이 보기
- 교육공학
- 교수 설계
- 린 생산

## 참고 문헌
- 이진구 (2003). 인적자원개발 담당자의 조직역할 인식유형에 따른 수행공학가로서의 역량 중요성 지각 및 보유 수준의 차이. 고려대학교 교육대학원 석사학위 논문.
- 이화여자대학교 교육공학과(2004).「교육공학」. 교육과학사.